# Peder Madsen
Peder Madsen, född den 28 augusti 1843, död den 7 augusti 1911, var en dansk teolog.
1875 utnämndes Madsen till professor i teologi vid Köpenhamns universitet. 1909 blev han Själlands biskop.

## Utmärkelser
- Riddare av Dannebrogorden,  1878[4]
- Dannebrogsmännens hederstecken,  1888[4]
- Kommendör av Dannebrogorden,  1897[4]
- Kommendör av första graden av Dannebrogorden,  1909[4]

[Redigera Wikidata]